# Bica (Kaffee)

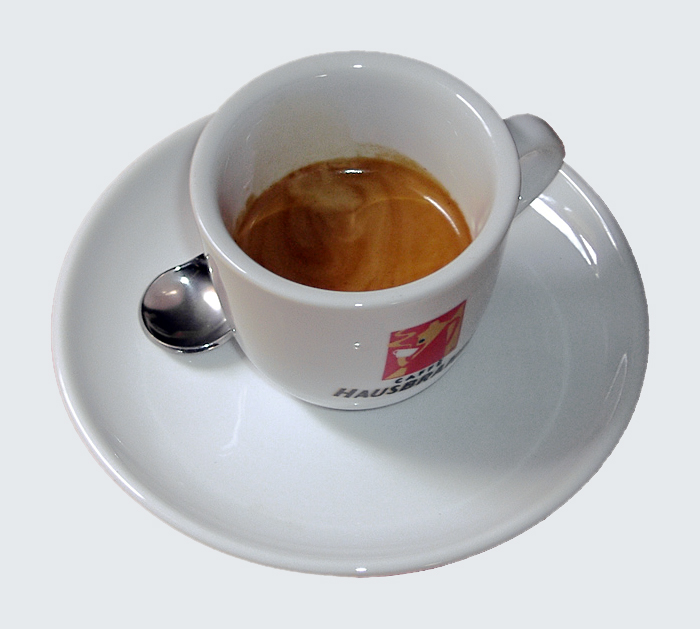
Eine Tasse Espresso

Eine Bica ist eine portugiesische Espressovariation und ist speziell in Lissabon die Bezeichnung für einen Espresso. Die wörtliche Übersetzung heißt „Ausguss“.
Der Begriff ist ebenso ein Akronym oder Wortspielerei und bedeutet Beba Isto Com Açúcar (Trink dies mit Zucker). Als man nämlich begann, den Espresso im berühmten Café A Brasileira im Lissaboner Stadtteil Chiado zu vermarkten, gefiel der bittere Geschmack des Cafés den Leuten dort überhaupt nicht. So erfand man kurzum einen neuen Slogan. Der Begriff wurde alsdann so erfolgreich, dass er sich bis heute gehalten hat. Die Portugiesen unterscheiden noch zusätzlich zwischen einer „normalen“ Bica (dem halb gefüllten Tässchen) und einer vollen Tasse, dem café cheio (deutsch: volle Tasse).
In ganz Portugal gehört es zum „guten Ton“, sich täglich mindestens 2–3 Mal in seinem Stamm-Café blicken zu lassen, eine Bica zu genießen und mit seinen Freunden die wichtigsten Neuigkeiten zu besprechen.